# Carta topografica del Milanese e del Mantovano
La Carta topografica del Milanese e del Mantovano (titolo completo: Carta topografica del Milanese e del Mantovano eseguita dietro le più esatte dimensioni geografiche ed osservazioni astronomiche) è una carta geografica dei domini austriaci in Lombardia pubblicata nel 1796.
L'incarico fu conferito, su suggerimento del primo ministro Kaunitz, con R.D. 396/1786 a tre astronomi dell'Osservatorio di Brera, che erano anche tre religiosi: Barnaba Oriani, Angelo Giovanni De Cesaris e Francesco Reggio.
Nelle rilevazioni sul territorio i tre religiosi furono aiutati dal meccanico Giuseppe Megele, il quale aveva costruito nel 1784 un quadrante portatile, e questo fu il principale strumento utilizzato per eseguire la triangolazione del territorio lombardo. Si trattava della prima triangolazione geodetica effettuata in Italia, una delle prime in Europa.
I risultati delle osservazioni furono riportati su otto fogli disegnati da C. Pinchetti, ed il disegno così ottenuto fu inciso su otto lastre di rame da Benedetto Bordiga. Inoltre venne aggiunto un foglio di frontespizio. Cosicché la numerazione dei fogli era la seguente: I, frontespizio; II, Laghi lombardi; III, Morbegno-S. Pellegrino; IV, Crema-Treviglio; V, Peschiera del Garda; VI, Pavia; VII, Cremona; VIII, Mantova; IX, Milano.